# Zufre

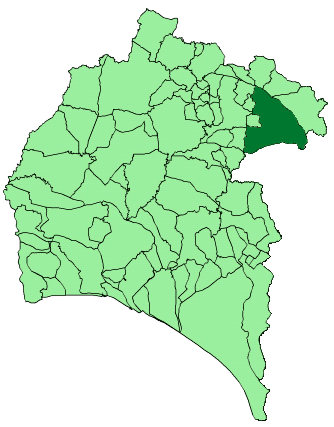
Map of Zufre, Huelva

Zufre là một đô thị ở tỉnh Huelva, Tây Ban Nha. Theo điều tra dân số năm 2005, đô thị này có dân số là 968 người và diện tích là 341km² (mật độ 2.8/km²).